# 11087 Yamasakimakoto
11087 Yamasakimakoto è un asteroide della fascia principale. Scoperto nel 1993, presenta un'orbita caratterizzata da un semiasse maggiore pari a 2,2172247 UA e da un'eccentricità di 0,1921307, inclinata di 3,45431° rispetto all'eclittica.